# Лапландский таракан
Таракан лапландский (лат. Ectobius lapponicus) — вид тараканов из семейства Ectobiidae. Может повреждать сушёную рыбу.

## Распространение
Распространён в Европе. Интродуцирован в США.

## Описание
Длина самцов составляет 13—14 мм, а самок 9,5—10 мм. Края чёрного пятна на переднеспинке самца нерезкие, размытые. Окраска серовато-жёлтая или буровато-жёлтая. Надкрылья самца заходят за конец брюшка, у самки только достигают конца брюшка. Коготки лапок неодинаковые.

## Экология и местообитания
Живут в полях, но встречаются самки и самцы в разное время суток. Самцы встречаются с полудня до вечера, а самки после заката. Способен к полёту.

### Естественные враги
Вид песчаных ос — Tachysphex obscuripennis, охотится на древесных тараканов Ectobius lapponicus и Ectobius lividus.

## Галерея

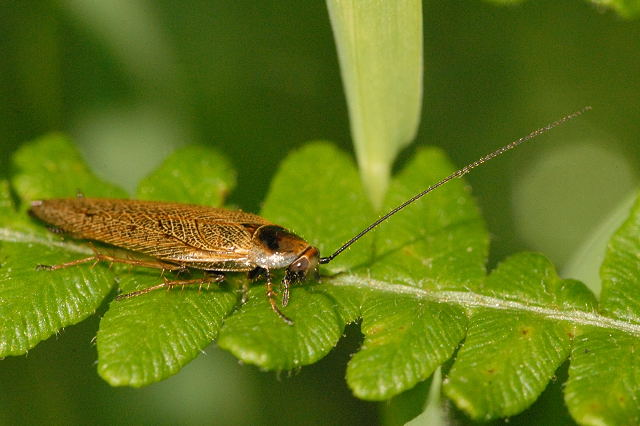
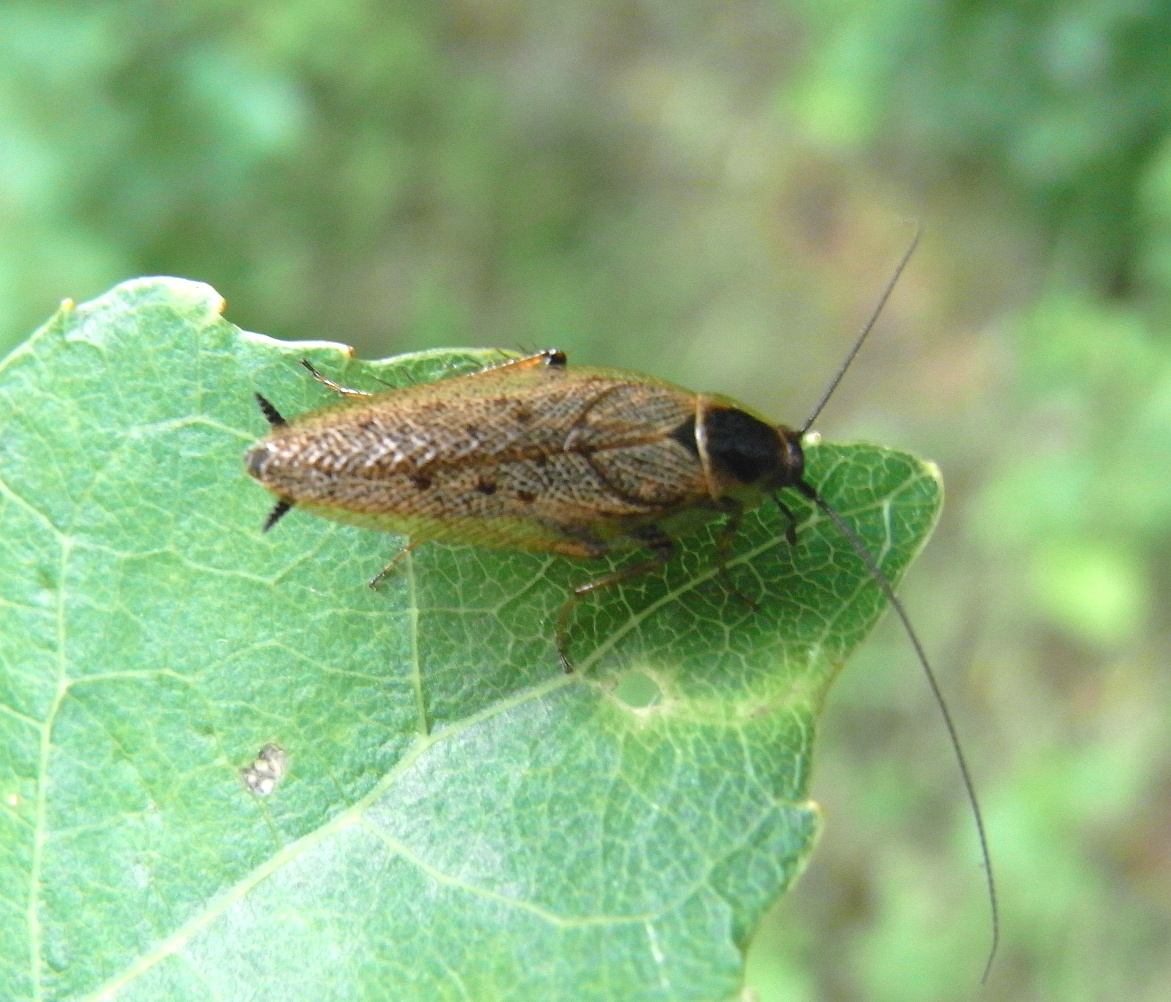
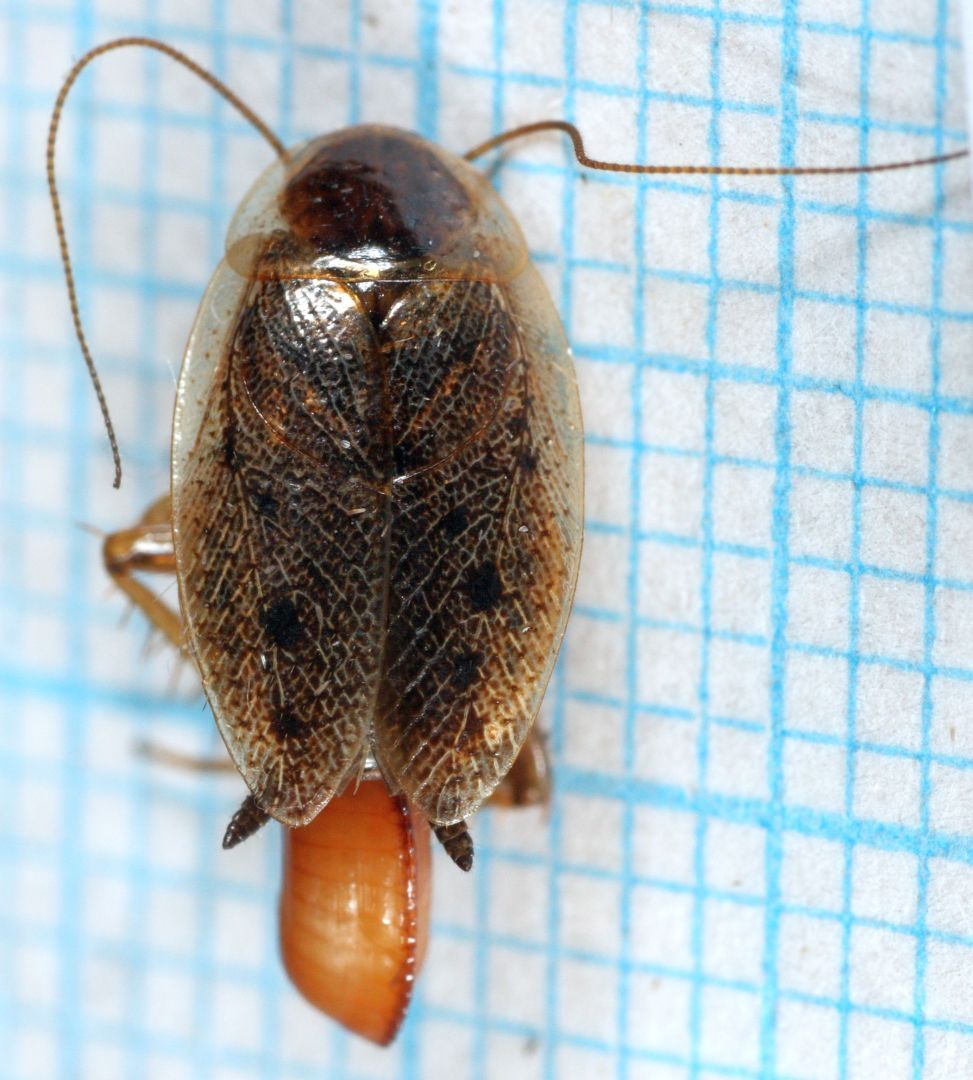
Самка с оотекой